# Lernaeosolea
Lernaeosolea is een geslacht van eenoogkreeftjes uit de familie van de Chondracanthidae. De wetenschappelijke naam van het geslacht is voor het eerst geldig gepubliceerd in 1944 door Wilson C.B..

## Soorten
- Lernaeosolea lycodis Wilson C.B., 1944